# Osu!
『osu!』（オス）は、オーストラリアのプログラマーのディーン・ハーバート（Dean Herbert）、通称peppyが開発した無料プレイのリズムゲームである。プログラムは.NET Framework上のC#で書かれている。2007年9月16日にWindows向けにリリースされ、その後、macOS、Linux、Android、iOSに移植されている。

## 概要
当初、このゲームはイニスが開発したニンテンドーDS向けゲームソフト『押忍!闘え!応援団（英: Osu! Tatakae! Ouendan）』のシミュレーターとして開発された。コミュニティ指向が強く、プレイ可能な曲であるビートマップは全てゲーム内のマップエディターを通じてゲーム利用者によって作成されたものである。

## ゲームモード
このゲームのモードは大きく4つに分かれており、その中でオリジナルのosu!standardは最も人気である。その他に、バンダイナムコの『太鼓の達人』を模したosu!taiko、Square Pixelsの『EZ2DJ』のEz2Catchモードを模したosu!catch、コナミの『beatmania』シリーズや『pop'n music』、MOMOの『O2Jam』を模したosu!maniaがある。

### osu!
このゲームの代表的なモードであり、ゲーム名と同じ名前であるため、もっぱらosu!standard（略称として、osu!stdなど）と呼ばれる。osu!で最初に開発されたゲームモードである。リズムに合わせてマウスカーソルを移動し、サークルをクリックしたり、長押ししたり、回転させたりする。画面左上のHPゲージがなくなると演奏失敗となる。また、カーソルの移動方法もクリックの方法もプレイヤーによって異なる場合がある。例えばカーソルの移動ならばペンタブレットやトラックボール、クリックならばマウスやキーボード、タッチパネルなどがあげられる。

### osu!taiko
太鼓の達人を模したゲームモードであり、判定枠に合わせてノーツを叩く。このモードの特徴として、キーボードだけではなく、本家太鼓の達人に存在するタタコンや、Wiiリモコンを用いての演奏が可能である。4つのキーを用いてプレイを行う。デフォルトのキーボード配置はZXCVだが、これは両端がシンバル、中心がドラムである実際のドラムセットとも似ている。最後まで演奏して、左上のゲージがクリアの最低条件に満たなければ演奏失敗となる。

### osu!catch
正式名称は「osu!CatchTheBeat」。略称としてはCTBが用いられる。上から落ちてくる果物を、リズムに合わせて画面下のキャラクターが持っている皿で受け取っていき、果物を落とすなどして、左上のHPゲージがなくなると演奏失敗となる。キャラクターは矢印キーで移動できるほか、Shiftキーを押しながらそれらを押すと加速する。また、加速した際、キャラクターに赤色のフラッシュがつく。

### osu!mania
中国のosu!プレイヤー、woc2006によって開発されたゲームモード。2012年10月に開始された。ゲーム性としてはbeatmania IIDX、O2jam、DJMaxと大きな差はないが、用いるキーの数が一律で決められているわけではなく、ビートマップによって異なる。そのため、難易度名の前に、[4K]などのように、キー数を示している場合が多い。ノートやスライダーを画面下の判定枠でクリック・ホールドしながら、最後まで演奏できればクリアである。

## スコアとランキング
難易度にはサークルサイズ(CS)、アプローチ速度(AR)、精度(OD)、HPの厳しさ(HP)の4つのパラメーターと、曲の長さ(Drain time)、サークルの配置の仕方(Strain)が大きく影響する。これらを考え見てアルゴリズムが自動的に難易度計算を行う。

### Mod
Modを用いることで、オブジェクトの見え方や曲のスピードを変化させることができる。
難易度が上昇するMod
- Double time(DT):ビートマップを1.5倍の速度で再生する。
- Nightcore(NC):DTと同じように1.5倍の速度に＋で声の高さが上がり、メトロノームのようなリズムが入る
- Flash light(FL):自分のカーソルの位置(他モードは判定枠の位置)から離れていく程暗くなっていき見えなくなる。
- Hidden(HD):サークルをクリックする前に消える。
- Hard rock(HR):ビートマップのサークルサイズ、アプローチレート、判定幅を狭くする。
- Suddendeath(SD):コンボが途切れた時点で体力関係なく即終了
- Perfect(PF):スコアが100以下が出た時点で即終了

難易度が低下するMod
- Half time(HT):ビートマップを0.75倍の速度で再生する。
- Easy(EZ):ビートマップのサークルサイズ、アプローチレート、判定幅を広くする。
- No Fail(NF):体力ゲージが0になっても失敗にならない。

### ランキング
主要なランキングとしてはパフォーマンスランキングとスコアランキングがあり、現在のosu!で、ランキングというとパフォーマンスランキングを指すことの方が多い。ただしパフォーマンスランキングは最初は存在せず、スコアランキングのみしかない時代も存在した。

#### スコアランキング
リーダーボードがついている譜面をクリアすると、オンラインプレイヤーのスコアランキングにスコアが掲載される。2023年現在、マップごとでは50位まで、合計では1万位まで掲載される。このスコアはRankedスコアというが、パフォーマンスランキングがない時代のosu!では、これによって世界ランクが決められていた。すなわち、最も合計Rankedスコアが高いものが実質的な世界1位ということになる。
ただし、Rankedスコアは同じマップをクリアしても、自己ベストを更新しない限りは加算されない。そのため、多くのビートマップをクリアする必要がある。

#### パフォーマンスランキング
現在の主流なランキングである。パフォーマンスポイント、通称ppを用いて、ランク付けを行う。世界ランキングというと、こちらを指す方が多い。前述のとおり最初は存在せず、ドイツのプレイヤー兼デベロッパーを務めるTom94が「よりプレイヤーの腕前を実態に近づける」ことを目的に作成したもので、2014年に正式に採用された。
例えスコアが高くても、精度が低ければppは下がる。例えば以下の3人のプレイヤーはRemote Controlというマップを同じMod(Hidden、DoubleTime)を使用し、クリアしているが、コンボ数や精度にわずかな差があるため、ppにも差が
出ている。
| プレイヤー名 | コンボ数 | 精度   | スコア   | pp  |
| ------------ | -------- | ------ | -------- | --- |
| Cookiezi     | 652      | 99.86% | 10677813 | 583 |
| rrtyui       | 651      | 98.33% | 10520461 | 516 |
| hvick225     | 649      | 98.47% | 10509037 | 520 |

難易度低下Mod(Half timeなど)が使用された難易度でクリアすると通常のModを使用していない同難易度、同精度でクリアした場合よりppが下がる。

## ビートマップ
osu!で作られているビートマップの大半は、ユーザーによって作られたオリジナルのビートマップである。
好きな曲や歌のファイル(mp3・oggなど)をインポートすることで好きな曲でビートマップを作る事ができる。
一定の基準を満たしているビートマップはRanked状態となりリーダーボードが利用できるようになるほか、特に上位50プレイヤーのリプレイがサーバーに保存され、再生できるようになる。

### ビートマップの状態
7つ存在する。

#### Ranked
実質的な公認ビートマップである。賞賛(Hype)を5人以上から得た後、Beatmap Nominatorと呼ばれる役職のプレイヤー2人からの認証(Nomination)を得た後、Qualified状態で7日経過するとこの状態になる。多くのマップは高度に完成されている。ppの授与が受けられてパフォーマンスランキング・スコアランキングに影響するほか、アカウントの経験値・レベルも増加する。

#### Approved
かつてスコアランキングしかなかった時に設定されていた状態であり、Rankedと同じほどの高度な完成度を誇るが、あまりに難しすぎたり、長すぎるビートマップに対して設定されていた。もともとランキングに影響はしなかったが、現在は実質的にRankedと何の変わりもない。

#### Qualified
Ranked前の最後の段階である。ppが授与されない以外はRankedと同じだが、この間に問題が発見されると、Pendingにステータスが戻る。7日経過して問題が発見されなければRankedになる。
発見された問題を修正するとpendingからQualifiedに戻る事ができる。
戻った場合は1日目からではなく問題が発見された日(Qualifiedになってから3日経過後の場合は3日目)からになる。

#### Pending
公認待ちのマップのこと。ダウンロード・プレイできるが、ppやRankedスコアに影響は与えない。ランキングも存在しない。Qualified状態にならないまま28日経過すると、Graveyard状態に移行する。

#### WIP
Work in progressの略。ビートマップが作成途中であるかRankedさせたくない時に充てられるステータス。こちらもPendingと同様にダウンロード・プレイできるが、ppやRankedスコアに影響は与えない。

#### Graveyard
28日以上更新のないマップ。作成が放棄されたり、Ranked状態にする基準を満たせなかったりしたなどの理由でQualified状態に移行できなかったビートマップがここに移される。Pendingとほとんど変わりはないが、削除することも、更新してPendingに戻すこともできる。

#### Loved
Ranked基準を満たしていないが、人気があるビートマップに付けられるステータス。Qualifiedと同じく、Rankedスコアは加算されるが、ppは入らない。
|                  | Ranked | Approved | Qualified | Pending | WIP  | Graveyard | Loved |
| ---------------- | ------ | -------- | --------- | ------- | ---- | --------- | ----- |
| ppの授与         | あり   | あり     | なし      | なし    | なし | なし      | なし  |
| リプレイ         | あり   | あり     | なし      | なし    | なし | なし      | あり  |
| スコアランキング | あり   | あり     | あり      | なし    | なし | なし      | あり  |

## Osu!Lazer
次期の大型アップデートのコードネーム。2025年現在、現行バージョンのstableと平行する形で配信されているが、最終的にはこのバージョンに完全に移行することが言及されている。
Windows 8.0以前のOSに対応しなくなる代わりに macOS や Linux に公式に対応するようになり、スコアやppの算出方法がstable版と異なる。